# Гибридный журнал открытого доступа
Гибридный журнал открытого доступа, или журнал гибридного доступа, — журнал, который распространяется по подписке и в котором некоторые статьи распространяются по принципу открытого доступа. Для того, чтобы статья получила этот статус, за это на счёт издателя необходимо внести дополнительную плату, известную как Article Processing Charge (APC).

## История
Данная концепция была впервые предложена в 1998 году Томасом Волкером (Thomas Walker), который предложил, что авторы могут приобрести дополнительную «видимость» своих статей за определённую плату. Первый журнал, который признал и использовал этот подход, был собственный журнал Волкера Florida Journal of Entomology. Позднее этот подход использован журналом Entomological Society of America для своих публикаций. Далее идея была уточнена Давидом Проссером (David Prosser) в 2003 в журнале Learned Publishing.
Издатели, которые предоставляют опцию гибридного открытого доступа, часто используют для этого различные названия. Проект SHERPA/RoMEO предоставляет список издателей и названия опций, которые они предоставляют.
Журналы гибридного доступа приобретают незначительный риск от использования данной опции, так как они все также получают средства за подписку, а достаточно высокая цена опции перевода статьи в открытый доступ приводит к её редкому использованию. В 2014 году цена этой опции в журналах гибридного доступа в среднем была в два раза выше, чем плата за публикацию в журналах открытого доступа.

## Финансирование гибридных журналов открытого доступа
Некоторые университеты имеют фонды, предназначенные для предоставления средств за оплату публикации статей (APC) в журналах полного открытого доступа. Часть этих средств может использоваться для получения статьями статуса открытого доступа в гибридных журналах открытого доступа. Тем не менее, политика по отношению к таким выплатам различна. Проект Open Access Directory предоставляет список фондов университетов, которые поддерживают журналы открытого доступа а также информацию о фондах, которые могут предоставить средства для оплаты за открытый доступ в гибридных журналах открытого доступа.
Предлагается использовать один фонд для оплаты за статьи открытого доступа и для поддержки библиотеки. Таким образом уменьшается бюджет, который необходим для оплаты за подписку библиотеки за счет того, что возможно избежать двойной оплаты за статью — первый раз через оплату подписки, и ещё раз через оплату средств за публикацию статьи (APC). Например библиотечный фонд Open Access Authors Fund университета Калгари (2009/09) требует следующее: «Чтобы иметь право на финансирование по статье [гибридный открытый доступ] , издатель должен предоставить план по уменьшению (в последующем подписном году) затрат на университетскую подписку за счет следующих статей (список) в открытом доступе в следующих журналах.» 12 ноября 2009 года, Nature Publishing Group предоставил информацию о том, как за счет открытого доступа снижена стоимость подписки.
Отчет о работе, предоставленный университетом Ноттингем в 2006 году о создании и управлении институционным фондом открытого доступа, был опубликован Стефаном Пинфилдом (Stephen Pinfield) в журнале Learned Publishing. В этой статье автор отметил, что: «Доход издателей вырос незначительно от использования модели гибридного открытого доступа, или вообще не превышал уровня инфляции, за исключением незначительного количества издателей, которые своевременно корректируют свои цены на подписку, если они получили повышение уровня доходов от использования опций открытого доступа.»

## Преимущества и недостатки для автора
Автор, который хочет опубликоваться в журнале открытого доступа, не ограничивается сравнительно небольшим числом журналов полностью открытого доступа, но также может выбрать один из доступных гибридных журналов открытого доступа, в которые включаются журналы, которые издаются многими крупнейшими научными издательствами.
Автор все же должен найти деньги. Много финансовых организаций готовы предоставить авторам в пользование финансовые средства грантов, чтобы оплатить сборы за публикацию в журналах открытого доступа. (Только незначительное количество журналов открытого доступа устанавливает такие сборы, но практически все гибридные журналы открытого доступа имеют такие сборы.) До недавнего времени финансовые организации, которые готовы оплачивать эти сборы, не различают журналы полного и гибридного открытого доступа. 19 октября 2009 года одно из таких финансовых агентств Wellcome Trust, высказал беспокойство по причине наличия сборов в журналах гибридного открытого доступа, что приводит к оплате статьи два раза, по подписке и через оплату за публикацию.

## Разновидности
Американское общество биологов растений проводит политику, согласно с которой статьи, которые поданы членами общества в журнал Plant Physiology, будет находиться в открытом доступе немедленно после публикации без дополнительной оплаты. Авторы, которые не являются членами общества, могут перевести статью в статус открытого доступа путём оплаты $1000, но поскольку стоимость членства $115 в год, считается что эта инициатива будет увеличивать членство в обществе.